# STAMBP
STAMBP‏ (STAM binding protein) هوَ بروتين يُشَفر بواسطة جين STAMBP في الإنسان.